# ラウラ (ジョルジョーネの絵画)
『ラウラ』（伊: Laura）は、ルネサンス期の巨匠ジョルジョーネが1506年に描いた絵画。現在はウィーンの美術史美術館が所蔵している。ジョルジョーネ作とされる絵画には様々な異論があるが、まず間違いなくジョルジョーネの作品であると認められている数少ない絵画である。
ジョルジョーネのほかの絵画と同様に『ラウラ』には画家の署名が存在しない。しかし絵画裏面に銘が記され、そこにジョルジョーネ本人が書いた日付があるため、ジョルジョーネの絵画のなかで唯一ほぼ正確な制作年度が判明している作品である。純潔のシンボルである月桂樹（Laurus）を背景にした年若い花嫁と思われる女性の肖像画で、結婚式に用いるベールをかぶった姿で描かれている。自らはだけた毛皮の外套の下からのそいている乳房は愛と誘惑、そして豊潤と多産を意味している。一方で、花嫁ではなく高級娼婦が描かれているという説もある。伝統的なヴェネツィア絵画では「ラウラ」は娼婦を暗示し、神話の登場人物、あるいは抽象的な表現で象徴的に描かれることが多かったのは事実である 。